# Rhinella proboscidea
Espèce
Synonymes
- Bufo proboscideus Spix, 1824

Statut de conservation UICN

 LC  : Préoccupation mineure
Rhinella proboscidea est une espèce d'amphibiens de la famille des Bufonidae.

## Répartition
Cette espèce se rencontre :
- au Brésil en Amazonas dans la vallée du cours principal de l'Amazone à l'Ouest de Manaus ;
- dans l'est du Pérou.

Sa présence est incertaine dans l'est de l'Équateur et dans le sud-est de la Colombie.

## Description

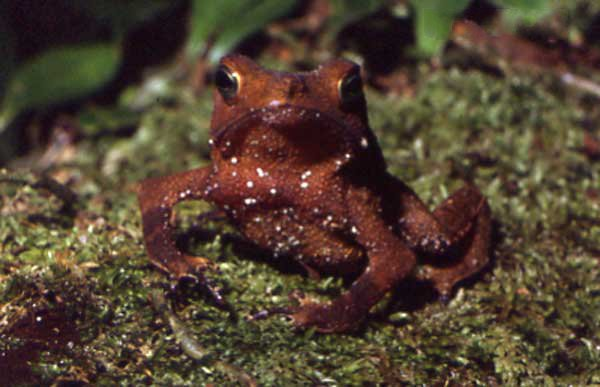
Rhinella proboscidea

Les mâles mesurent de 46 à 54 mm et les femelles de 46 à 55 mm.

## Reproduction
La reproduction explosive est une stratégie commune en matière de reproduction, en particulier chez les anoures. Dans certains cas, des interactions agressives intenses se produisent entre les mâles qui tentent d'accéder aux femelles. Lors de l'accouplement, les femelles risquent ainsi de mourir par noyade au cours de longues luttes pour l'accouplement. De tels événements peuvent entraîner une baisse du succès de la reproduction. Cependant, les mâles de cette espèce parviennent à provoquer l'éjection d'ovocytes des cavités abdominales des femelles mortes et arrivent à les fertiliser.

## Publication originale
- (la) Spix, « Animalia nova sive species novae testudinum et ranarum, quas in itinere per Brasiliam annis 1817-1820 », Monachii, F.S. Hübschmanni,‎ 1824 (lire en ligne).